# Jacopo Zabarella
 Der er for få eller ingen kildehenvisninger i denne artikel, hvilket er et problem. Du kan hjælpe ved at angive troværdige kilder til de påstande, som fremføres i artiklen.

Jacopo (eller Giacomo) Zabarella (latin Jacobus Zabarellus) (født 5. september 1533 i Padova, død 15. oktober 1589 sammesteds) var en italiensk filosof.
Zabarella er en af de betydeligste repræsentanter for den aristoteliske skole i Padova. I sine logiske skrifter, der blev meget udbredte og almindelig benyttede lærebøger, fremstiller han logikken som instrumentalvidenskab, der behandler de i erkendelsen udviklede begreber, men da den logiske bevidsthed bestemmer den videnskabelige tænkning, kalder han omvendt denne for anvendt logik. Erkendelsen skrider metodisk frem, dels fra den kendte årsag til virkning, den kompositive metode, dels fra virkning til årsag, den resolutive metode; Zabarella har således skarpt afgrænset induktion og deduktion fra hinanden og tillige klart bestemt de to metoders gensidige afhængighed; hans værk er et meget vigtigt led i udviklingen af metoden i den nye videnskab, som den i fuld klarhed møder os hos Galilei og  Descartes. Den bevidste erkendelses virken i individets sjæl er virkning af forstanden, der er det princip, som former materien og således betinger det tænkende væsen, princippet som er identisk med selve den første bevæger af altet. Denne første bevæger er evig, lige så vel som hele verdensaltet, der ved sin evige bevægelse frembringer varme, som giver al ting liv, og ligesom den første bevæger selv er uden materie, men fremkalder liv og virken i materien, således virker han også, når den individuelle sjæl, der er en udstråling af hans væsen, former materien og bliver til et tænkende individ. Således berører Zabarella spørgsmålene om verdens evighed og sjælens udødelighed på en  måde, der ikke kan bringes i overensstemmelse med kirkens lære, men han afviser divergensen med efter tidens skik at henvise til, at teologien belærer os tilstrækkeligt om disse spørgsmål, som det ikke er filosofiens opgave at forene med åbenbaringen. Zabarella har, ligesom Pomponazzi, stor betydning også for grundlæggelsen af den nyere psykologi ved de indgående undersøgelser af erkendelsens væsen, som hans tænkning fører ham ind i. Der savnes af hans værker, hvoriblandt en kommentar til Aristoteles' psykologi er af stor vigtighed, en moderne, samlet udgave; af ældre udgaver er at nævne:  Opera, I—V (Leiden 1587), Opera logica (Basel 1594), Opera philosophica (1623).